# Estrella Roja FC
Estrella Roja FC is een Venezolaanse voetbalclub uit Caracas. De club werd in 2004 opgericht en speelt in de Segunda División. Tussen 2007 en 2009 speelde de club in de hoogste klasse. 